# Янівський (роз'їзд)
Янівський — залізничний пасажирський роз'їзд Луганської дирекції Донецької залізниці.
Розташований на заході міста Боково-Хрустальне, Краснолуцька міська рада, Луганської області на лінії Штерівка — Янівський, є тупиковим, найближча станція Браунівка (6 км).
Через військову агресію Росії на сході України транспортне сполучення припинене.